# Juliano de Eclana
Julián o Juliano de Eclana (c. 385-450), obispo de Eclana, teólogo y escritor esclesiástico italiano.
Era obispo de Eclana (Apulia), de donde fue removido y exiliado en 419 por no oponerse oficialmente al pelagianismo. En el exilio fue recibido por Teodoro de Mopsuestia, a quien siguió en su exilio exegético. A pesar de que nunca recobró su posición eclesiástica, Juliano enseñó en Sicilia hasta su muerte.
Sus obras incluyen Comentarios acerca del Libro de Job y de tres profetas menores, una traducción del Comentario a los Salmos de Teodoro de Mopsuestia y varias cartas. Al simpatizar con Pelagio, Juliano aplicó su agudeza intelectual y formación retórica en razonar sobre la naturaleza del libre albedrío, la concupiscencia y el mal frente a san Agustín.
- Datos: Q1662957